# خورخه فوسیل
خورخه فوسیل (انگلیسی: Jorge Fucile؛ زاده ۱۹ نوامبر ۱۹۸۴) یک بازیکن فوتبال اهل اروگوئه است.
وی همچنین در تیم ملی فوتبال اروگوئه بازی کرده‌است.